# 梁赞热电站

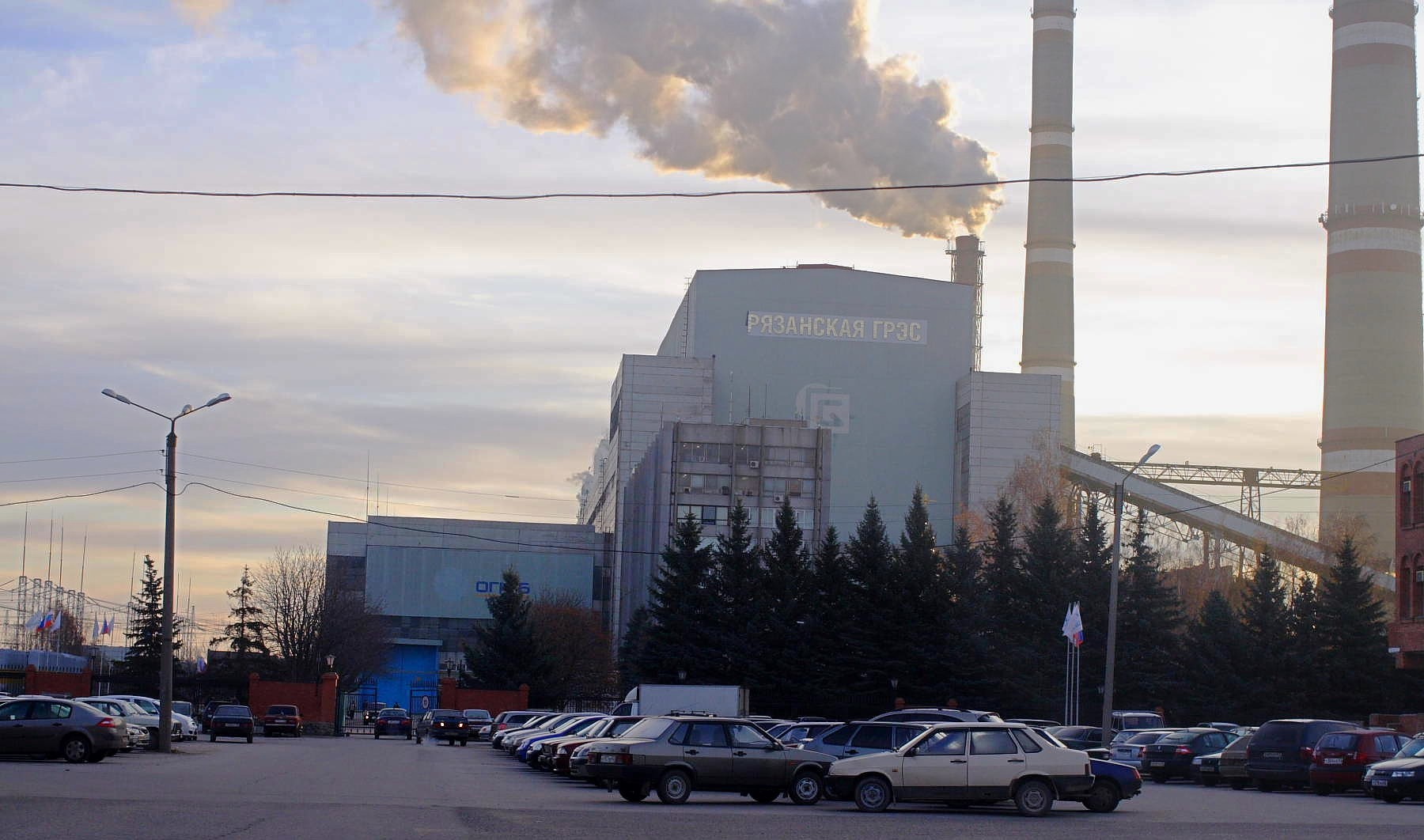
梁赞热电站

梁赞热电站(俄语：Рязанская ГРЭС)是世界第五大石油燃料热电站，也是俄罗斯第五大热电站，装机容量2,800 MW。该电站位于俄罗斯联邦梁赞州新米丘林斯克市，始建于1968年，1973年第一套机组并网发电。该电厂拥有350m混凝土烟囱一座，180m钢结构烟囱两座，现有四台300 MW 机组，两台800 MW机组。